# Kumbli
Kumbli je jeden z estonských ostrovů v Baltském moři.
Kumbli se nachází na severozápadním okraji Tallinnského zálivu, mezi výběžkem Viimského poloostrova (Viimsi poolsaar) a ostrovem Aegna, od Tallinnského zálivu oddělen ostrovem Kräsuli. Zeměpisné souřadnice středu ostrova jsou 59° 34' 33" severní šířky a 24° 47' 40" východní délky.
Ostrov má rozlohu 2,3 ha a nad mořskou hladinu se zvedá do výše přibližně 3 m.

## Jméno
Nejstarší zmínky o ostrově pocházejí z konce 17. století a ostrov je v nich zmiňován jako Kumbli saar, tedy „ostrov Kumbli“. Další doložené podoby jména jsou Kumpla, Kumbla, Kumli maa. Tato označení jsou zpravidla odvozována ze švédského kummel ve významu „kamenné navigační znamení“. Ve švédských pramenech se však objevuje též jméno Holm thom kalm, tedy „holá výspa“.

## Geografie

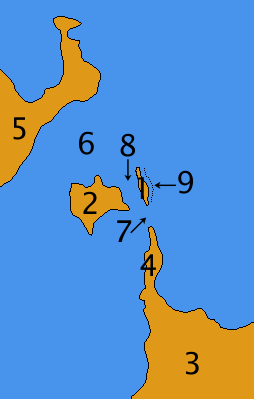
Sousední ostrovy a poloostrovy ostrova Kumbli

Kumbli (na mapce vpravo 1) přiléhá z východu k ostrovu Kräsuli (2), spolu s nímž se nachází mezi mysem Rohuneem (4), nejsevernějším výběžkem Viimského poloostrova (Viimsi poolsaar, 3), a ostrovem Aegna (5), oddělen od Aegny Velkým průlivem (Suursalm, 6) a od Rohuneemu Malým průlivem (Väikesalm, 7). Průliv oddělující Kumbli od Kräsuli (8) nemá doložené pojmenování. Přibližně 50 m východně podél pobřeží ostrova se táhne útes Kumbli paas (9).
Ostrov má jednoduchý tvar, protáhlý severojižním směrem. Jeho povrch je plochý, jediným výrazným útvarem na něm je bludný balvan Kumbli Suurkivi (na mapce níže hnědý bod).

## Příroda

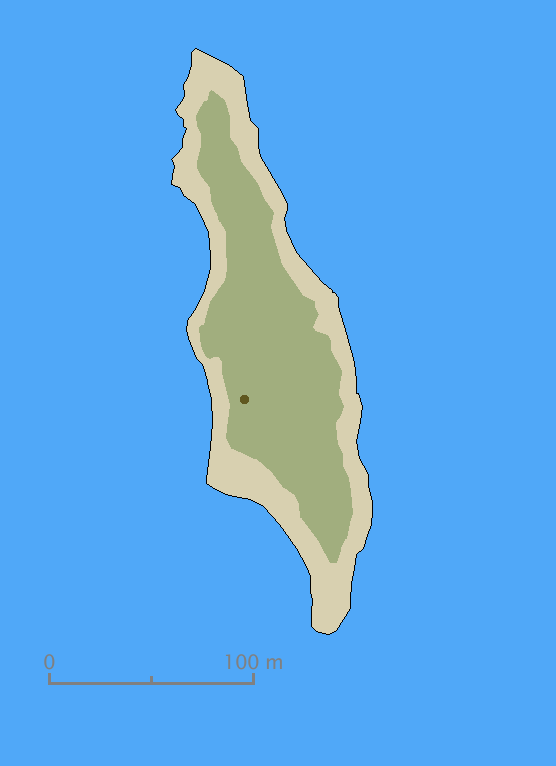
Příroda ostrova Kumbli: odlišeny jsou štěrkopísčité plochy při pobřeží a travnatá hlavní plocha ostrova; hnědou tečkou je vyznačen balvan Kumbli Suurkivi

Ostrov se vynořil v limneálním stadiu vývoje Baltského moře přibližně před 2000 lety vlivem doposud probíhajícího tektonického zdvihu východobaltské oblasti.
Horninové jádro ostrova je tvořeno převážně jílovcovými a prachovcovými usazeninami, překrytými vrstvou morénového štěrku a písku.
Na Kumbli v současnosti nerostou stromy ani keře, je pokryt štěrkem a místy slanomilným bylinným porostem. Podle mapy z roku 1790 byl ovšem ostrov dříve zalesněn.
Ostrov slouží za hnízdiště několika druhům vodních ptáků.

## Osídlení
Ostrov pravděpodobně nebyl nikdy obýván, není doloženo ani jiné využívání člověkem, ovšem vzhledem k někdejšímu zalesnění ostrova není vyloučeno, že na něm svého času bylo těženo dřevo.
Správně náleží Kumbli do kraje Harjumaa, k obci Viimsi.